# آزل‌جت
آزل‌جت (به انگلیسی: AZALJet) یک شرکت هواپیمایی زیرمجموعهٔ هواپیمایی آذربایجان است که در تاریخ ۱۵ مارس ۲۰۱۶ میلادی تأسیس شده و در تاریخ ۲۸ مارس ۲۰۱۶ فعالیتش را آغاز کرده‌است. دفتر مرکزی آزل‌جت در باکو، جمهوری آذربایجان واقع شده‌است و قطب این شرکت هواپیمایی در فرودگاه بین‌المللی حیدر علی‌اف قرار دارد و به ۲۰ مقصد، پرواز مستقیم انجام می‌دهد.

## مقصدهای پروازی
مقصدهای پروازی آزل‌جت به شرح زیر است: